# District municipal (Afrique du Sud)
En Afrique du Sud, un district municipal ou municipalité de catégorie C est un niveau administratif qui assure une partie du pouvoir local. Le district partage les missions dévolues aux collectivités municipales avec l’échelon de pouvoir le plus petit, les municipalités locales. Le district a pris la succession des anciens Regional Services Councils.
La Constitution de l'Afrique du Sud, section 155.1.a, définit ce type de municipalité de catégorie C. Elle est complétée par un autre texte officiel, le Municipal Structures Act, qui pose comme principe que l’ensemble des communes du pays non éligibles dans la catégorie A des municipalités métropolitaines doivent s’organiser en district.
Chaque district est pourvu d’un code qui débute par les lettres “DC” suivi d’un nombre. Les districts ont ainsi gardé l’appellation codifiée de la structure administrative qu’ils remplacent, les district Councils  (« DC »).

## District management areas
Si l’ensemble des districts municipaux est divisé en municipalités locales, certaines zones particulières du pays dépendent directement de l’administration du district. Ces territoires sont généralement très faiblement peuplés, comme les parcs nationaux ou les réserves naturelles. Dans ces endroits, l’ensemble du pouvoir local est dévolu, sans partage, au district municipal.

## Liste
Carte des provinces et districts d'Afrique du Sud. Les municipalités de districts portent le numéro de leur district, les municipalités métropolitaines portent la lettre du nom de la ville. 

| Zone correspondante sur la carte | Nom                                             | Code | Province      | Capitale         | Superficie (km²) | Population (2011) | Densité de population (per km²) |
| -------------------------------- | ----------------------------------------------- | ---- | ------------- | ---------------- | ---------------- | ----------------- | ------------------------------- |
| 44                               | Alfred Nzo District Municipality                | DC44 | Eastern Cape  | Mount Ayliff     | 6,859            | 801,344           | 116.8                           |
| 25                               | Amajuba District Municipality                   | DC25 | KwaZulu-Natal | Newcastle        | 6,911            | 499,839           | 72.3                            |
| 12                               | Amathole District Municipality                  | DC12 | Eastern Cape  | East London      | 21,043           | 892,637           | 42.4                            |
| 37                               | Bojanala Platinum District Municipality         | DC37 | Nord-Ouest    | Rustenburg       | 18,333           | 1,507,505         | 82.2                            |
| B                                | Buffalo City Metropolitan Municipality          | BUF  | Eastern Cape  | East London      | 2,536            | 755,200           | 297.8                           |
| 2                                | Cape Winelands District Municipality            | DC2  | Western Cape  | Worcester        | 22,309           | 787,490           | 35.3                            |
| 35                               | Capricorn District Municipality                 | DC35 | Limpopo       | Polokwane        | 16,988           | 1,261,463         | 74.3                            |
| 5                                | Central Karoo District Municipality             | DC5  | Western Cape  | Beaufort West    | 38,854           | 71,011            | 1.8                             |
| 13                               | Chris Hani District Municipality                | DC13 | Eastern Cape  | Queenstown       | 36,695           | 795,461           | 21.7                            |
| C                                | City of Cape Town Metropolitan Municipality     | CPT  | Western Cape  | Cape Town        | 2,460            | 3,740,026         | 1,520.3                         |
| J                                | City of Johannesburg Metropolitan Municipality  | JHB  | Gauteng       | Johannesburg     | 1,645            | 4,434,827         | 2,695.9                         |
| T                                | City of Tshwane Metropolitan Municipality       | TSH  | Gauteng       | Pretoria         | 6,345            | 2,921,488         | 460.4                           |
| 40                               | Dr Kenneth Kaunda District Municipality         | DC40 | Nord-Ouest    | Klerksdorp       | 14,642           | 695,933           | 47.5                            |
| 39                               | Dr Ruth Segomotsi Mompati District Municipality | DC39 | Nord-Ouest    | Vryburg          | 44,017           | 463,815           | 10.5                            |
| 4                                | Eden District Municipality                      | DC4  | Western Cape  | George           | 23,331           | 574,265           | 24.6                            |
| 32                               | Ehlanzeni District Municipality                 | DC32 | Mpumalanga    | Nelspruit        | 27,896           | 1,688,615         | 60.5                            |
| Ek                               | Ekurhuleni Metropolitan Municipality            | EKU  | Gauteng       | Germiston        | 1,924            | 3,178,470         | 1,652.0                         |
| Et                               | eThekwini Metropolitan Municipality             | ETH  | KwaZulu-Natal | Durban           | 2,292            | 3,442,361         | 1,501.9                         |
| 20                               | Fezile Dabi District Municipality               | DC20 | État-Libre    | Sasolburg        | 21,301           | 488,036           | 22.9                            |
| 9                                | Frances Baard District Municipality             | DC9  | Northern Cape | Kimberley        | 13,518           | 382,086           | 28.3                            |
| 30                               | Gert Sibande District Municipality              | DC30 | Mpumalanga    | Ermelo           | 31,841           | 1,043,194         | 32.8                            |
| 43                               | Harry Gwala District Municipality               | DC43 | KwaZulu-Natal | Ixopo            | 11,127           | 461,419           | 41.5                            |
| 29                               | iLembe District Municipality                    | DC29 | KwaZulu-Natal | KwaDukuza        | 3,269            | 606,809           | 185.6                           |
| 14                               | Joe Gqabi District Municipality                 | DC14 | Eastern Cape  | Barkly East      | 25,663           | 349,768           | 13.6                            |
| 45                               | John Taolo Gaetsewe District Municipality       | DC45 | Northern Cape | Kuruman          | 27,283           | 224,799           | 8.2                             |
| 18                               | Lejweleputswa District Municipality             | DC18 | État-Libre    | Welkom           | 31,930           | 627,626           | 19.7                            |
| M                                | Mangaung Metropolitan Municipality              | MAN  | État-Libre    | Bloemfontein     | 6,284            | 747,431           | 118.9                           |
| 33                               | Mopani District Municipality                    | DC33 | Limpopo       | Giyani           | 24,489           | 1,092,507         | 44.6                            |
| 6                                | Namakwa District Municipality                   | DC6  | Northern Cape | Springbok        | 126,836          | 115,842           | 0.9                             |
| N                                | Nelson Mandela Bay Metropolitan Municipality    | NMA  | Eastern Cape  | Port Elizabeth   | 1,959            | 1,152,115         | 588.1                           |
| 38                               | Ngaka Modiri Molema District Municipality       | DC38 | Nord-Ouest    | Mafikeng         | 27,889           | 842,699           | 30.2                            |
| 31                               | Nkangala District Municipality                  | DC31 | Mpumalanga    | Middelburg       | 16,758           | 1,308,129         | 78.1                            |
| 15                               | OR Tambo District Municipality                  | DC15 | Eastern Cape  | Mthatha          | 15,968           | 1,364,943         | 85.5                            |
| 3                                | Overberg District Municipality                  | DC3  | Western Cape  | Bredasdorp       | 11,405           | 258,176           | 22.6                            |
| 7                                | Pixley ka Seme District Municipality            | DC7  | Northern Cape | De Aar           | 102,727          | 186,351           | 1.8                             |
| 10                               | Sarah Baartman District Municipality            | DC10 | Eastern Cape  | Port Elizabeth   | 58,194           | 450,584           | 7.7                             |
| 42                               | Sedibeng District Municipality                  | DC42 | Gauteng       | Vereeniging      | 4,177            | 916,484           | 219.4                           |
| 47                               | Sekhukhune District Municipality                | DC47 | Limpopo       | Groblersdal      | 13,426           | 1,076,840         | 80.2                            |
| 19                               | Thabo Mofutsanyana District Municipality        | DC19 | État-Libre    | Phuthaditjhaba   | 32,637           | 736,238           | 22.6                            |
| 21                               | Ugu District Municipality                       | DC21 | KwaZulu-Natal | Port Shepstone   | 5,047            | 722,484           | 143.2                           |
| 22                               | uMgungundlovu District Municipality             | DC22 | KwaZulu-Natal | Pietermaritzburg | 8,934            | 1,017,763         | 113.9                           |
| 27                               | uMkhanyakude District Municipality              | DC27 | KwaZulu-Natal | Mkuze            | 12,821           | 625,846           | 48.8                            |
| 24                               | uMzinyathi District Municipality                | DC24 | KwaZulu-Natal | Dundee           | 8,589            | 510,838           | 59.5                            |
| 23                               | uThukela District Municipality                  | DC23 | KwaZulu-Natal | Ladysmith        | 11,326           | 668,848           | 59.1                            |
| 28                               | uThungulu District Municipality                 | DC28 | KwaZulu-Natal | Richards Bay     | 8,213            | 907,519           | 110.5                           |
| 34                               | Vhembe District Municipality                    | DC34 | Limpopo       | Thohoyandou      | 21,349           | 1,294,722         | 60.6                            |
| 36                               | Waterberg District Municipality                 | DC36 | Limpopo       | Modimolle        | 49,504           | 679,336           | 13.7                            |
| 1                                | West Coast District Municipality                | DC1  | Western Cape  | Moorreesburg     | 31,104           | 391,766           | 12.6                            |
| 48                               | West Rand District Municipality                 | DC48 | Gauteng       | Randfontein      | 4,087            | 820,995           | 200.9                           |
| 16                               | Xhariep District Municipality                   | DC16 | État-Libre    | Trompsburg       | 37,674           | 146,259           | 3.9                             |
| 8                                | ZF Mgcawu District Municipality                 | DC8  | Northern Cape | Upington         | 102,524          | 236,783           | 2.3                             |
| 26                               | Zululand District Municipality                  | DC26 | KwaZulu-Natal | Ulundi           | 14,799           | 803,575           | 54.3                            |